# Löytönen (sjö i Rautavaara, Norra Savolax)
Löytönen är en sjö i kommunen Rautavaara i landskapet Norra Savolax i Finland. Sjön ligger 136,2 meter över havet. Den är 3,2 meter djup. Arean är 55 hektar och strandlinjen är 3,15 kilometer lång. Sjön  ingår i Vuoksens huvudavrinningsområde.   Den ligger omkring 65 kilometer nordöst om Kuopio och omkring 400 kilometer nordöst om Helsingfors. 